# Ferdinand Hodler
Pour les articles homonymes, voir Hodler.
Ferdinand Hodler est un peintre suisse né le 14 mars 1853 à Berne et mort le 19 mai 1918 à Genève.
Hodler est considéré comme le peintre suisse qui a le plus marqué la fin du XIXe et le début du XXe siècle. Ami de Klimt et de Jawlensky, admiré par Puvis de Chavannes, Rodin et Kandinsky, Hodler est l’un des principaux moteurs de la modernité dans l’Europe de la Belle Époque.
Son œuvre, puissante, navigue entre réalisme, symbolisme et expressionnisme. Au cours de sa carrière, il aura touché à tous les genres, privilégiant le portrait — y compris l'autoportrait (une cinquantaine d'autoportraits réalisés entre l'âge de 19 ans et celui de 64 ans, nombre qui n'a été dépassé que par Rembrandt) —, le paysage, la peinture historique et monumentale et les compositions de figures. Hodler renouvelle la peinture murale et le paysage alpestre qu'il « libère de tout élément anecdotique » et où il adopte le principe du parallélisme (notamment dans ses vues du Léman).

## Biographie

### Enfance et formation
Ferdinand Hodler est l'aîné d'une fratrie de six frères et sœurs. Son père, Jean Hodler, fait maigrement vivre la famille par son métier de menuisier. Sa mère, Marguerite Neukomm, est issue d'une famille paysanne. À l'âge de huit ans, Ferdinand Hodler perd son père, ainsi que deux de ses frères, tous trois morts de la tuberculose. Sa mère, remariée au peintre décorateur Gottlieb Schüpbach, meurt également de la tuberculose en 1867, laissant huit enfants. En 1865, à l'âge de douze ans, Ferdinand Hodler reprend l'atelier de son beau-père, alcoolique, et fait vivre la famille. Deux ans plus tard, il est envoyé en apprentissage à Thoune, chez un peintre local, Ferdinand Sommer, qui lui apprend à peindre de petits paysages pour les revendre aux touristes. Au cours des dix-huit années suivantes, la tuberculose emporte les uns après les autres tous ses frères et sœurs. Le peintre eut sa vie durant, une conscience aiguë de la fragilité humaine et de la mort.
En 1871, il gagne à pied Genève, s'y s'installe après avoir achevé son apprentissage de peintre-décorateur et s'inscrit au collège de Genève. Il vivra dans cette ville jusqu'à sa mort, en 1918 : Établi d'abord au 35, Grand-Rue, il s'installa ensuite dans un appartement sis au numéro 29 du quai du Mont-Blanc, d'où il peindra de nombreuses toiles représentant la vue qu'il avait de son balcon. En 1873, il suit les cours de Barthélemy Menn, fréquente les musées, copie les toiles d'Alexandre Calame, analyse les œuvres d'Albrecht Dürer.

### Premiers travaux
Ses premières toiles sont directement issues du réalisme suisse d'artistes comme Albert Anker, Rudolf Koller, Alexandre Calame. Il expose ses premières œuvres à côté de celles de Gustave Courbet, exilé en Suisse dans le cadre d'expositions du Turnus (expositions fédérales des beaux-arts) à Lausanne, à Berne, à Aarau et à Genève, en 1876 et 1877. Après un séjour à Bâle en 1875, où il étudie l'œuvre de Hans Holbein, un voyage en Espagne en 1878 et la visite du Musée du Prado à Madrid lui ouvrent de nouveaux horizons esthétiques. Dès lors, il soumet sciemment ses sujets à son désir d'abstraction et de composition, substituant à ses teintes terreuses un chromatisme léger, impressionniste par la grâce, à dominante gris clair. Toutefois, ce n'est que lorsqu'il se tournera vers le symbolisme que son travail sera enfin reconnu. Sa composition de grand format, se déroulant sur près de trois mètres de longueur et intitulée La Nuit, provoqua un scandale au Salon de Genève en février 1891, au point qu'elle dut être retirée des cimaises pour « obscénité ». Elle fit au contraire sensation au Salon du Champ-de-Mars quelques mois plus tard à Paris, où elle attire l'attention d'Auguste Rodin et de Pierre Puvis de Chavannes, maître vénéré par Hodler, comme il avait auparavant admiré Gustave Courbet. L’œuvre de Puvis l'avait non seulement encouragé à tenter l'aventure des immenses compositions murales, mais elle lui avait également enseigné à transformer de manière consciente les formes et les couleurs en éléments décoratifs fondamentaux. En 1917, il met en scène des moments historiques qui fondent l'histoire de la Confédération suisse (La Bataille de Morat, 1917). Du point de vue iconographique, Puvis devient donc le modèle de l'artiste bernois, qui, sous son influence, peint des tableaux de groupes paradisiaques, montrant des figures nues ou vêtues à la mode antique, tel son Dialogue avec la Nature.
En 1884, il rencontre Augustine Dupin (1852–1909), qui devient son modèle et qui, en 1887, donne naissance à un fils naturel du nom d'Hector. Il épouse ensuite Bertha Stucki en 1889, dont il divorce deux ans plus tard.

### Affirmation

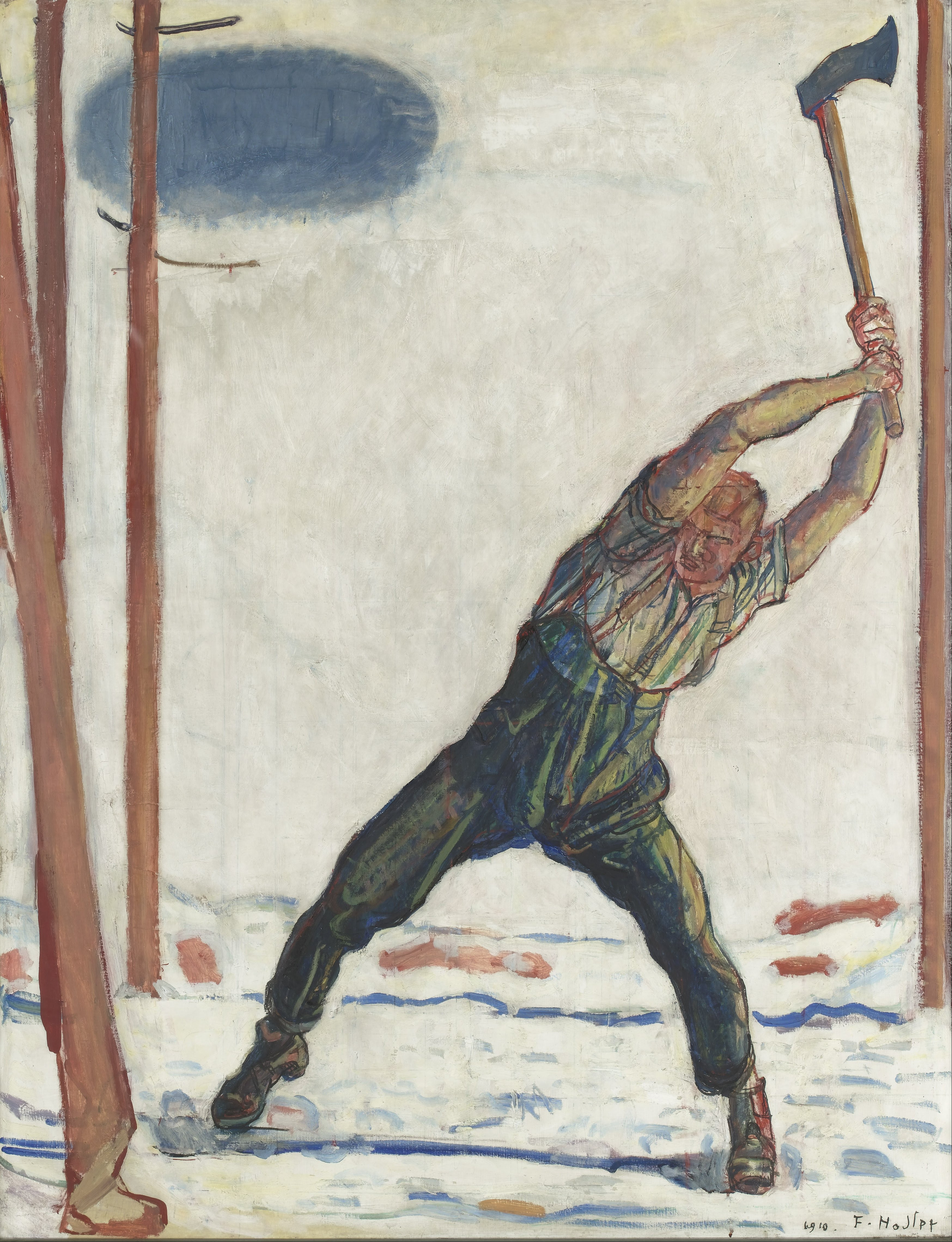
Le Bûcheron (1910), Paris, musée d'Orsay.

Fervent paysagiste également, il apprend dès son plus jeune âge la menuiserie avec son père. À partir de1890, il stylise fortement ses thèmes, au point que ses lacs et ses massifs montagneux se transforment en métaphores de l'éternité. Hodler, en cette fin de XIXe siècle, s'approche de l’expressionnisme par des figures colorées et géométriques, en une forme qu'il appelle lui-même le « parallélisme ». Toutefois, les tableaux les plus connus de Hodler mettent en scène des personnages de la vie quotidienne, comme le célèbre Bûcheron (1910, Paris, Musée d'Orsay), geste fondamental, image symbolique du labeur et de la force. Si cette peinture s'intègre parfaitement au renouveau des sécessions allemandes et autrichiennes, elle cherche à combiner l'appel à l'imagination et le réalisme le plus direct, l'idéation de la nature, voire l'expressionnisme. Son travail influença divers artistes dont Albin Egger-Lienz. En 1892, le galeriste parisien Paul Durand-Ruel, qui le représente, le pousse à exposer ses Âmes déçues au premier Salon de la Rose-Croix esthétique, aux côtés notamment de Félix Vallotton et Carlos Schwabe.
Le 16 mai 1896, lors de l'Exposition nationale de Genève, Ferdinand Hodler est filmé pendant quelques secondes au milieu de la foule, par le Morgien. Il met en scène les artistes du moment au Village suisse, le jour du vernissage de l’exposition des beaux-arts. Ferdinand Hodler expose alors vingt-six panneaux de la façade du Pavillon. Ces images filmées montrant le peintre sont les seules de cette sorte connues à ce jour.

### Enseignement
En 1896, sur invitation de Léon Genoud, alors directeur du Musée industriel de Fribourg, Hodler enseigne la peinture et le dessin à l’École des arts et métiers ; ses élèves sont essentiellement des membres de familles patriciennes appartenant à la Société fribourgeoise des Amis des Beaux-Arts, mais également de jeunes artistes d'origines plus modestes tel Hiram Brülhart, Oswald Pilloud, Raymond Buchs et Jean-Edouard de Castella. À Fribourg, il prononce sa conférence sur La Mission de l'artiste, en mars 1897, dans laquelle il développe sa perception de l'art. En 1898, il épouse Berthe Jacques.

### Dernières années

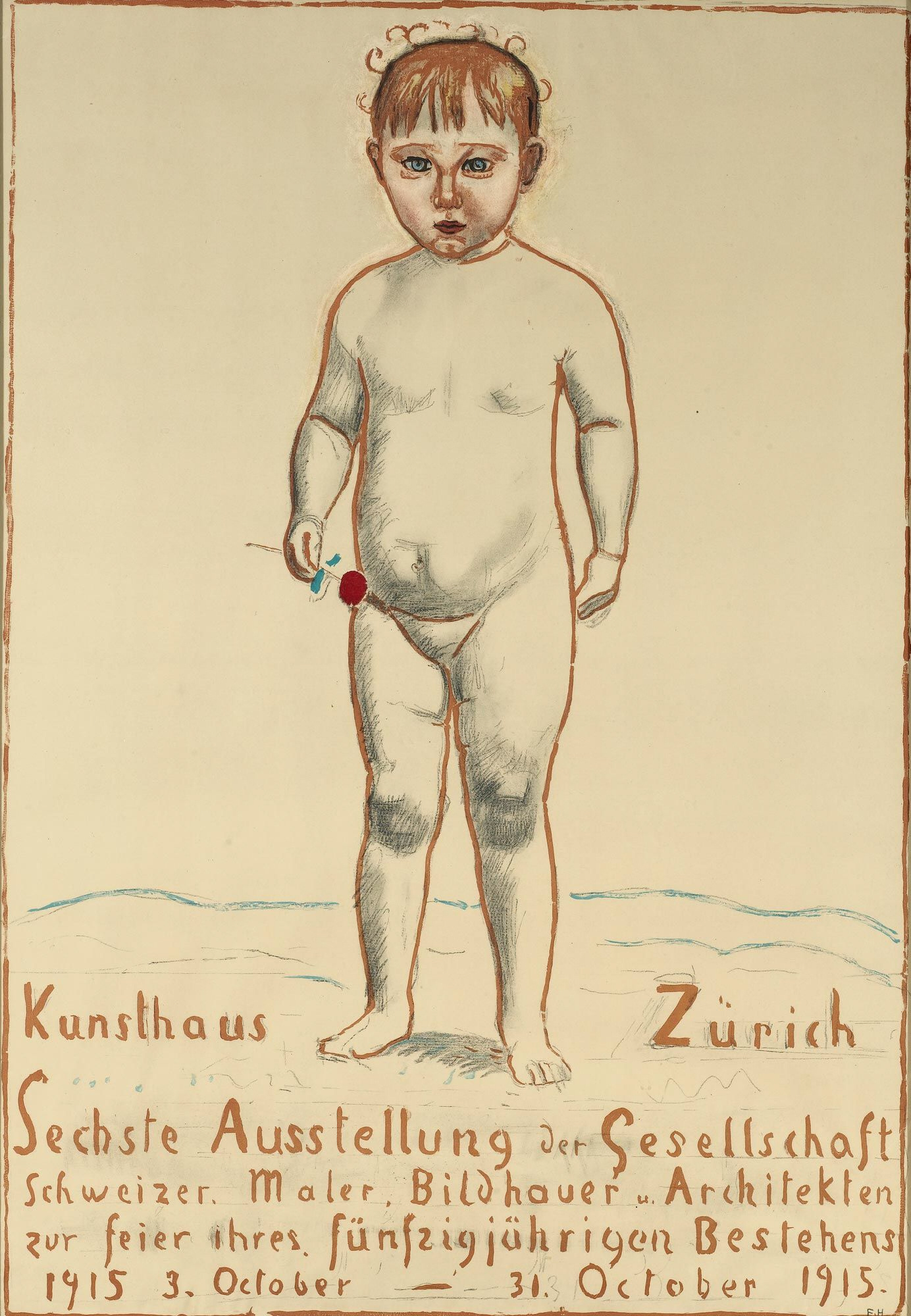
50e anniversaire de la Société des peintres suisses - 6e exposition de Zurich, affiche lithographiée, octobre 1915.

Dans les années 1900, reconnu en Suisse, Hodler a de la peine à percer en France, où il est considéré à l'époque comme trop moderniste. En 1904, il participe à la XIXe exposition de la Sécession viennoise, qui lui permet d'accéder à la consécration internationale et de recevoir d'importantes commandes en Allemagne (hôtel de ville de Hanovre, université d'Iéna). Il figure parmi les peintres suisses présents à l'Armory Show, à New York, en 1913.
En 1914, alors qu'Hodler est président de la Société suisse des peintres et sculpteurs (SSPS, aujourd’hui Visarte), le fonds de soutien est constitué et, plus tard, la caisse d’indemnité journalière pour les artistes visuels.
Fin 1914, il dénonce les pilonnages effectués par l'artillerie allemande contre Reims. En guise de représailles, il est exclu des sociétés artistiques allemandes. Depuis la mort en 1915 de sa compagne Valentine Godé-Darel, atteinte d'un cancer, qu'il avait rencontrée huit ans auparavant et dont il peignit d'abord la beauté, la joie, la vie, puis la dégradation de façon quasi obsessionnelle, il sombre dans la dépression et la maladie, songeant même au suicide. En 1916, il compose une vingtaine d'autoportraits.
En 1918, il reçoit la bourgeoisie d'honneur de Genève. En avril, il se met à peindre des vues depuis son balcon, qui sont ses dernières œuvres.
Il meurt le 19 mai 1918 à Genève, laissant derrière lui quelques peintures inachevées, des paysages représentant le Léman et la chaîne du Mont-Blanc. Il est enterré au cimetière de Saint-Georges à Genève.
Son fils, Hector Hodler, qui fut son modèle pour certains tableaux, est à l’origine de la création de l’Association mondiale d'espéranto.
Sa petite fille Heidi Melano née  Hoegger (20 avril 1929 Genève-2014) fit des études de céramiste. A l’âge de 23 ans, elle remporte un concours avec son œuvre « La Volière. Elle épousa en 1955 à Biot un céramiste italien  internationalement connu Lino Melano (1924-1979) Le couple réalisa d'immenses murs en mosaïque pour des artistes comme Braque, Chagall et Fernand Léger

## Postérité
Hodler était surtout réputé en Suisse dans les années 1900-1910 pour ses peintures à caractère patriotique. En novembre 1900, la Poste suisse choisit sur concours son Berger de Fribourg qui sera utilisé jusqu'en 1936. En 1909, la Banque nationale suisse lui commande deux vignettes monétaires, qui deviendront le billet de 50 (« Le Bûcheron ») et de 100 francs (« Le Faucheur »), mis en circulation en 1911.
Une rue de Genève porte son nom, la Rue Ferdinand-Hodler.

## Institut Ferdinand Hodler
L'Institut Ferdinand Hodler, sis à Genève et Delémont (Suisse) a été fondé dans le but de réunir les ressources et les compétences utiles à l'étude et à la valorisation de l'œuvre du peintre. La création de cette institution s'est faite progressivement, à la suite du décès de l'historien de l'art Jura Brüschweiler (1927-2013), l'un des plus importants spécialistes du peintre, à qui il a consacré sa vie de chercheur et de collectionneur. L'institut mène un vaste programme de recherche et de publication consacré au peintre.

## Œuvres dans les collections publiques
Les œuvres de Ferdinand Hodler se trouvent dans les plus importants musées de Suisse et d'Europe, tels le Kunstmuseum de Berne, le Musée d'art et d'histoire de Genève, le Kunsthaus de Zurich, la Neue Pinakothek de Munich ou encore le Musée d'Orsay à Paris. Une partie de son fonds d'atelier et de ses archives personnelles est conservée au sein des Archives Jura Brüschweiler préservées par l'Institut Ferdinand Hodler à Genève.

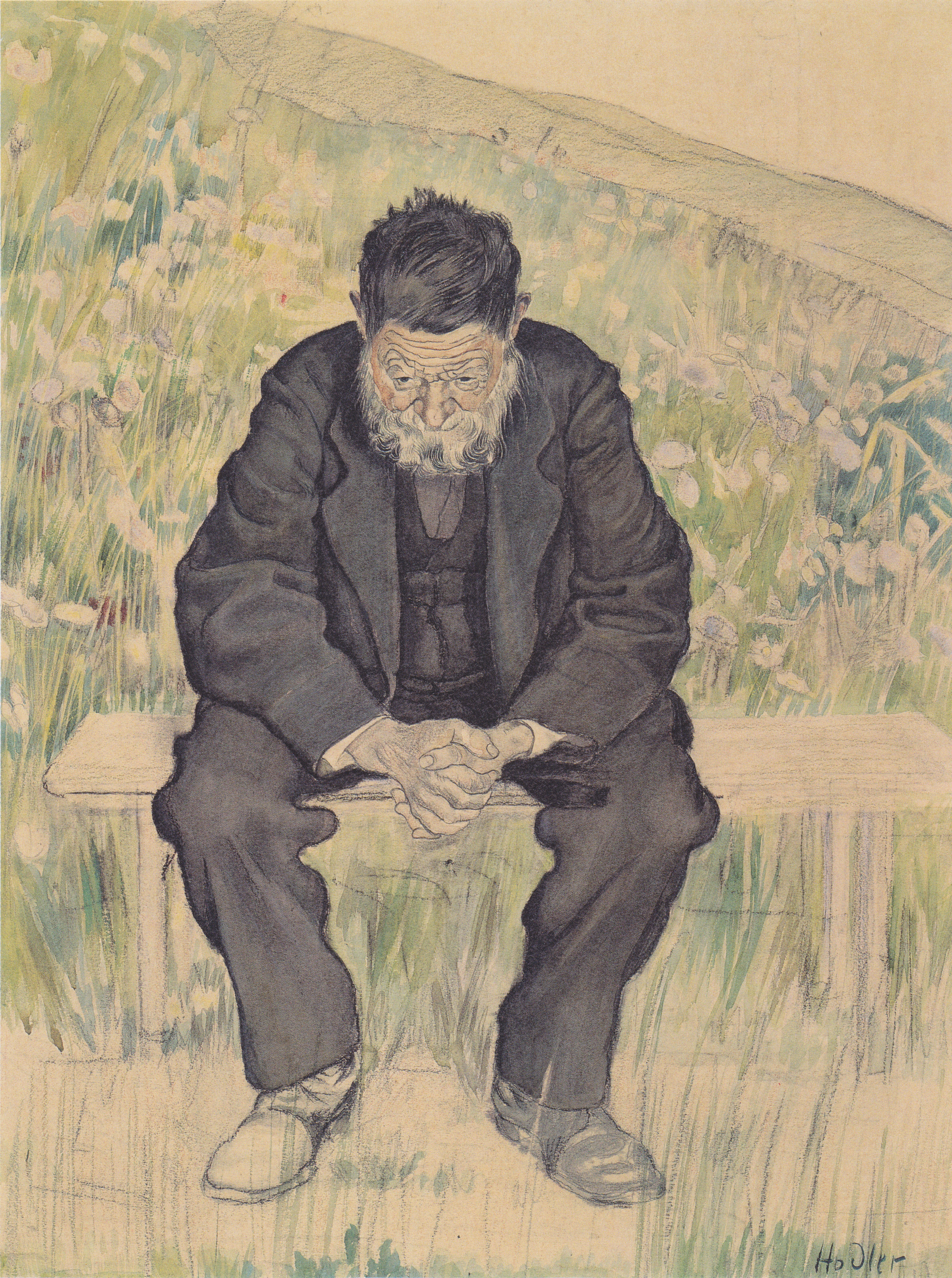
Sans travail (1891), collection particulière.

Guerrier de Marignan, non daté (vers 1896), Musée des beaux-arts de La Chaux-de-Fonds

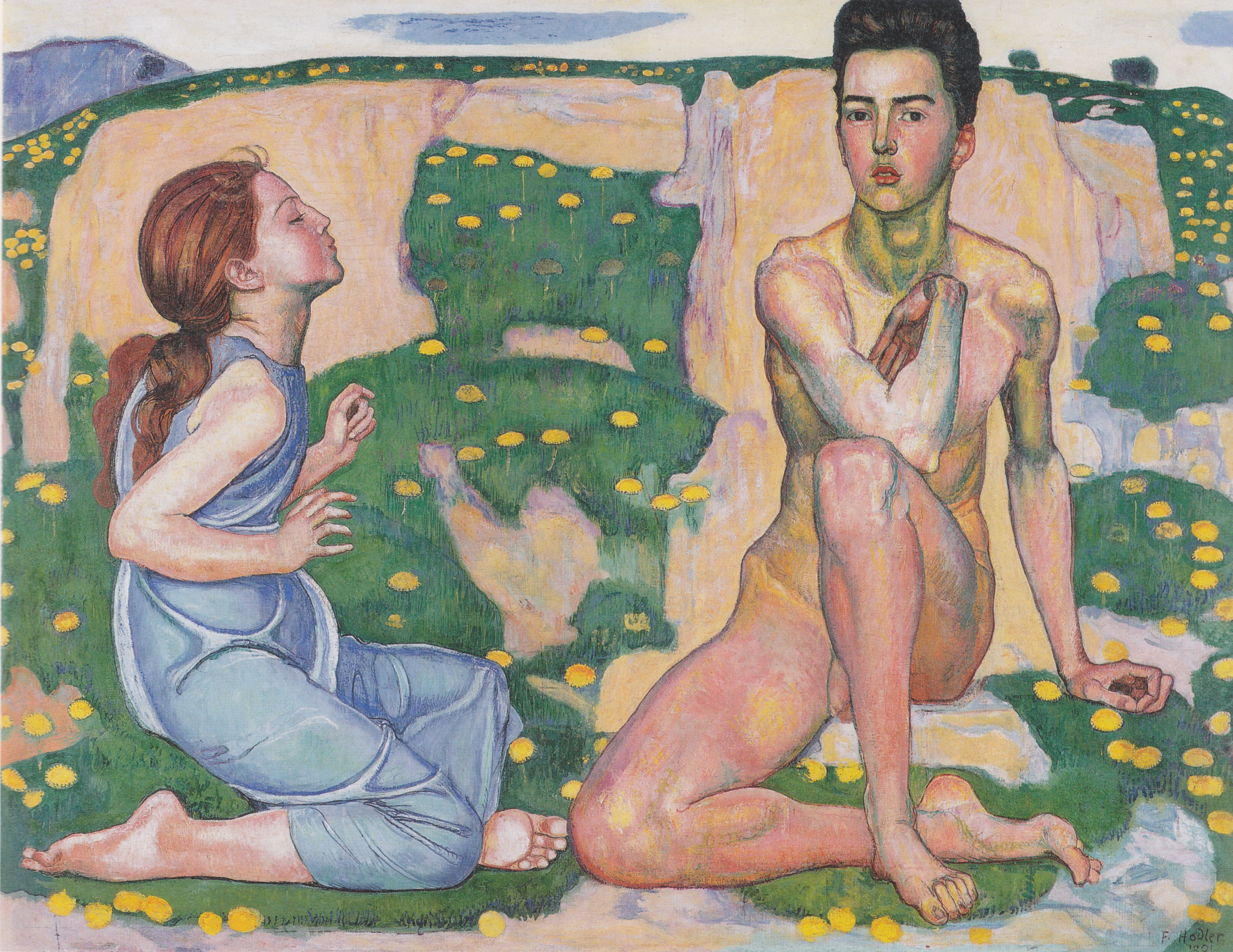
Le Printemps (1901), Essen, musée Folkwang.

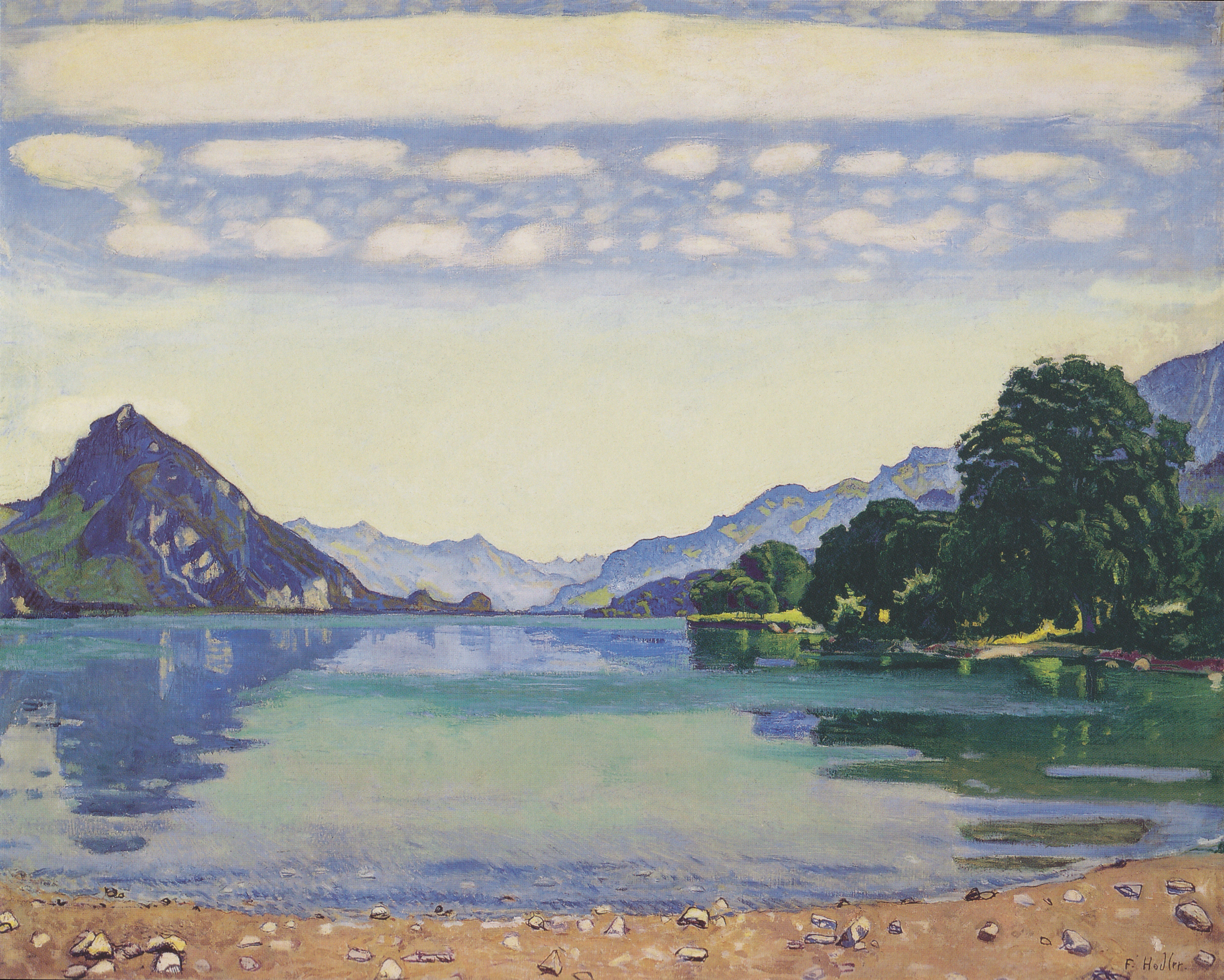
Le Lac de Thoune depuis Lessigen (1904), musée des Beaux-Arts de Berne.

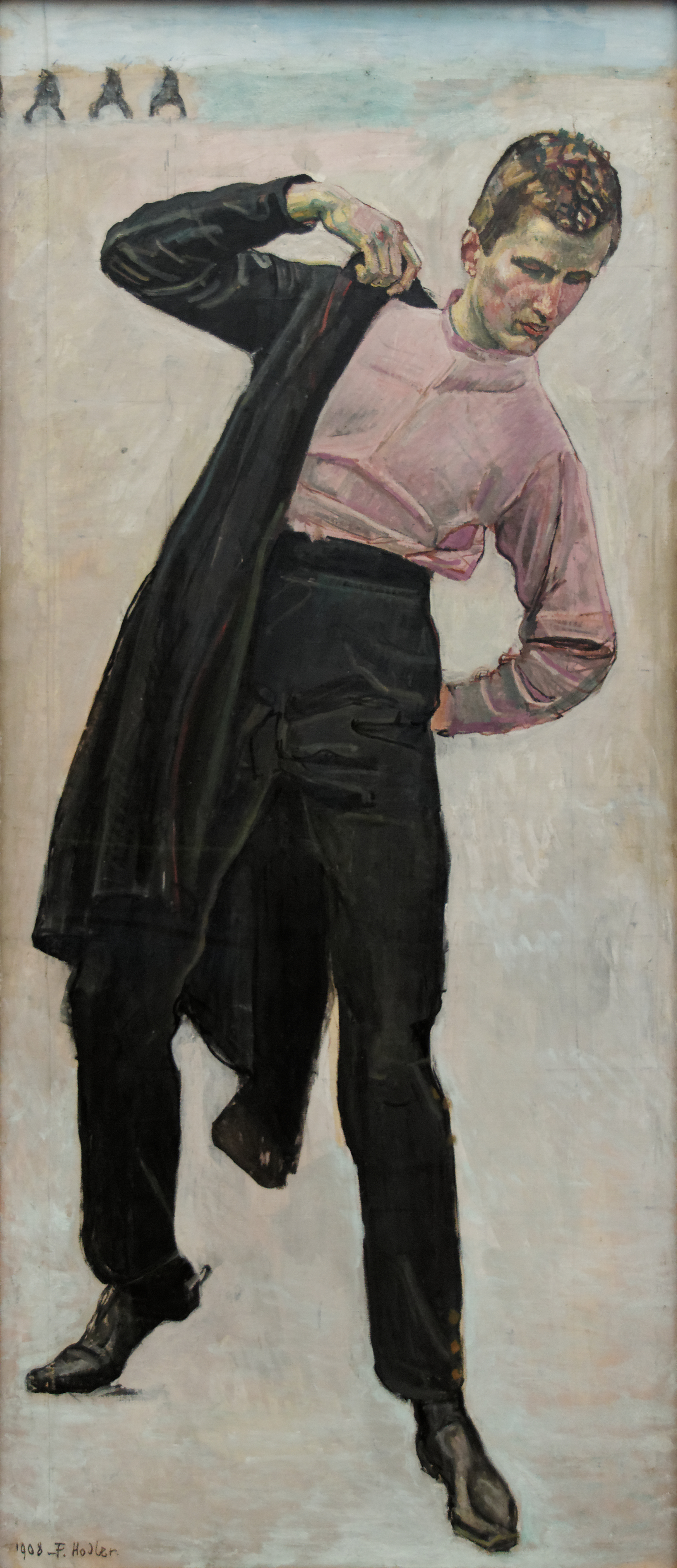
Étudiant à Iéna (1908), Munich, Neue Pinakothek.

- Vieillard lisant (1885), huile sur toile, Winterthour, Kunstmuseum
- Portrait d'Hélène Weiglé (1888), huile sur toile, 18,5 × 69,5 cm, Frankfurt am Main, Städel Museum

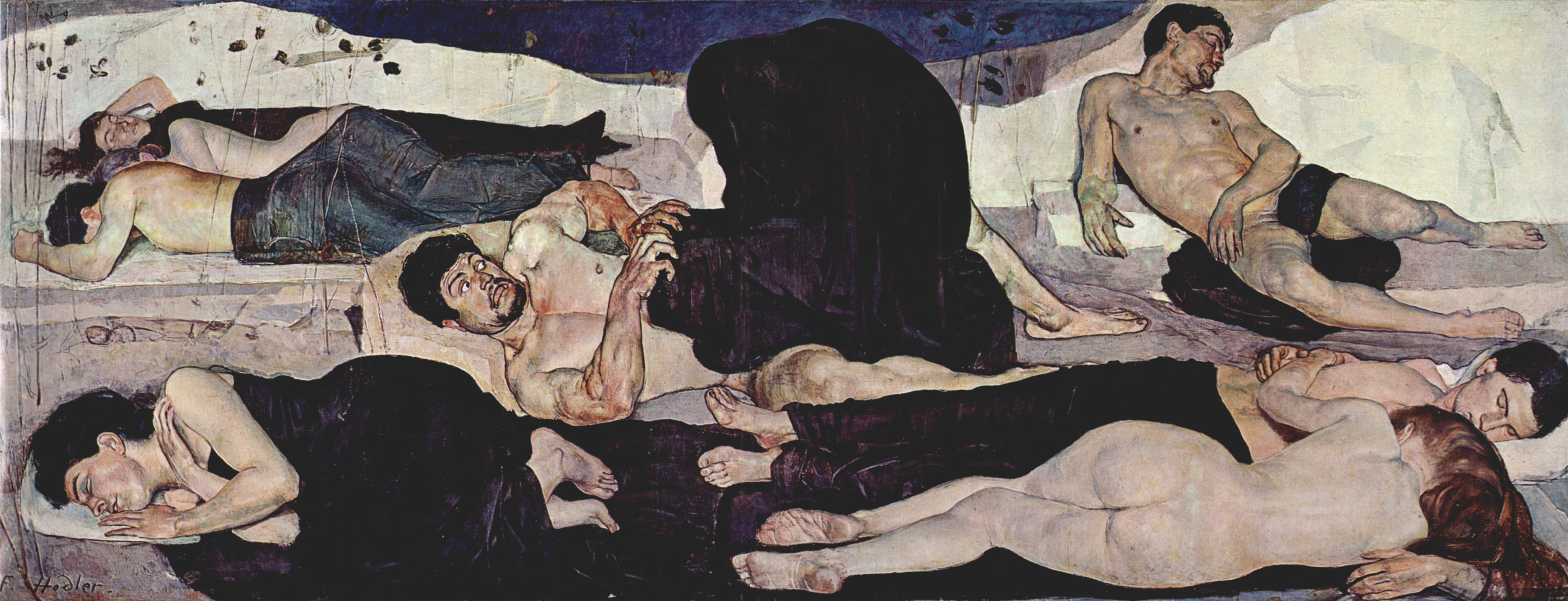
La Nuit (1889-1890), huile sur toile, 116 × 299 cm, Berne, Kunstmuseum
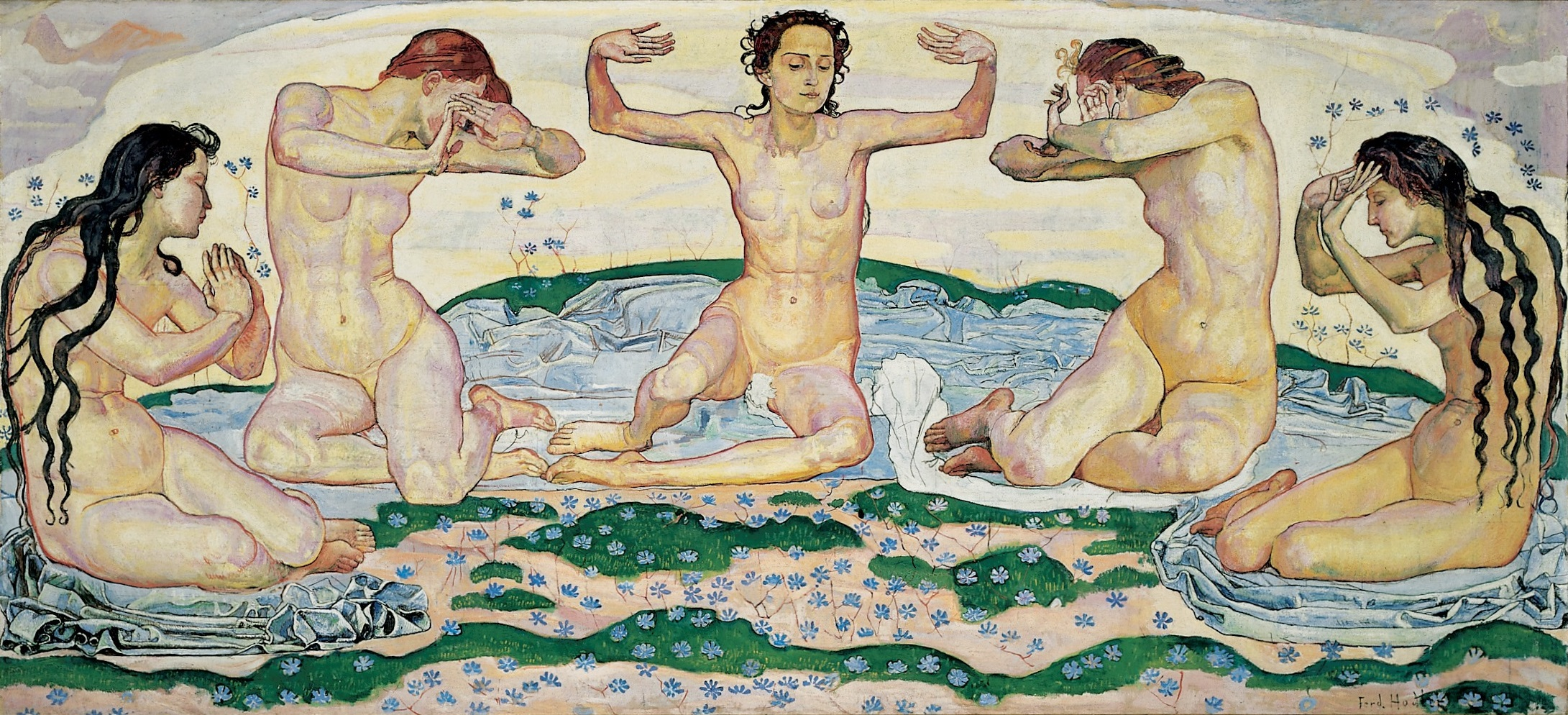
Le Jour (1899-1890 - Huile sur toile, 160 x 340cm, Berne Kuntsmuseum  - La nuit (1889-1890) - Berne Kuntsmuseum - Le Jour (1899-1890) - Berne Kuntsmuseum
- Portrait du professeur Émile Yung (1890), huile sur toile, 70 × 84 cm, Musée Jenisch de Vevey[25]
- Les Fatigués de la vie (1892), huile sur toile, 294 × 150 cm, Munich, Neue Pinakothek.
- Communion avec l'Infini (1892), huile sur toile, 159 × 97 cm, Bâle, Kunstmuseum.
- Trilogie :
  - Les Âmes déçues (1892), huile sur toile, 120 × 299 cm, Berne, Kunstmuseum.
  - Les Las de Vivre I (1892), huile sur toile, 120 × 299 cm, Munich, Nouvelle Pinacothèque
  - L'Eurythmie (1894-1895), huile sur toile, 167 × 245 cm, Berne, Kunstmusem    - Les ämes déçues, 1892 - Berne Kuntsmuseum
    - Les désespérés de la Vie (1892) - Munich Neue Pinacothek

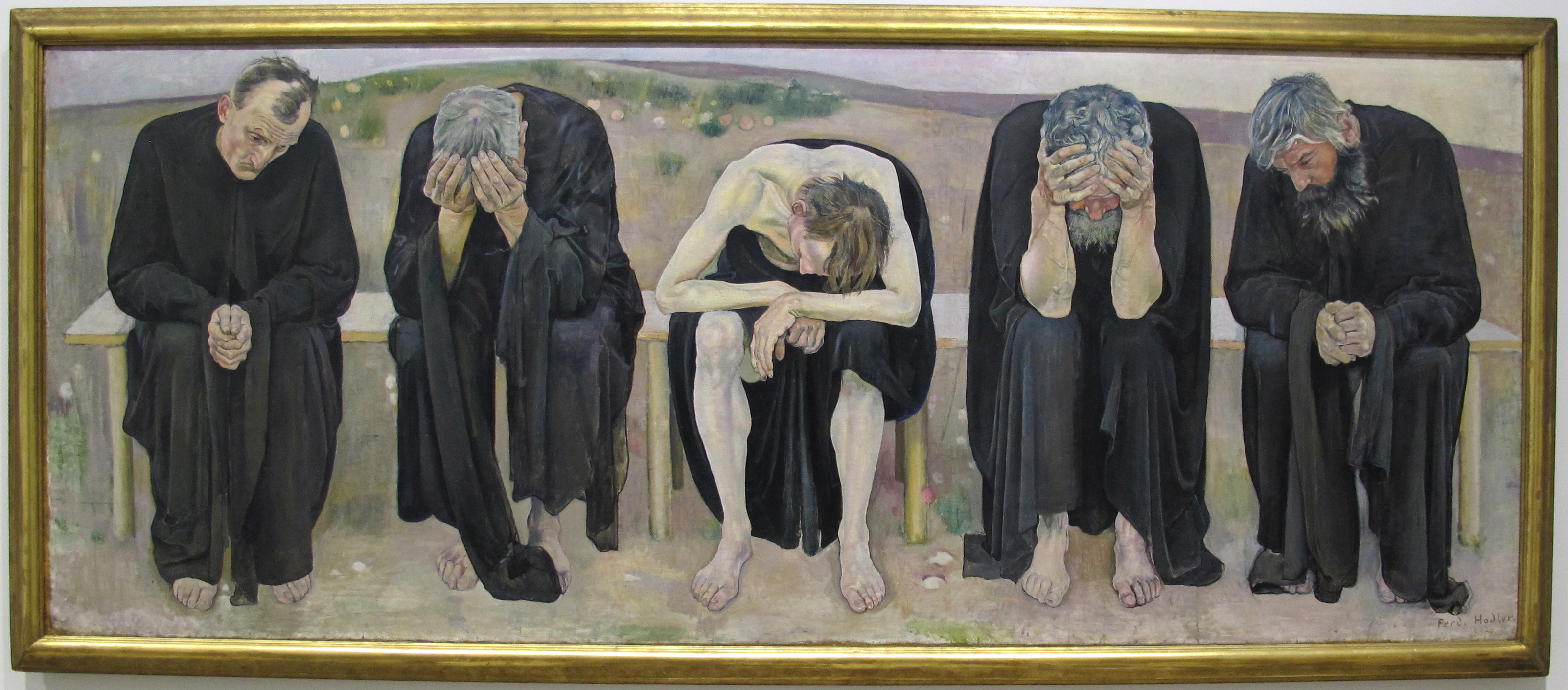
Les ämes déçues, 1892 - Berne Kuntsmuseum
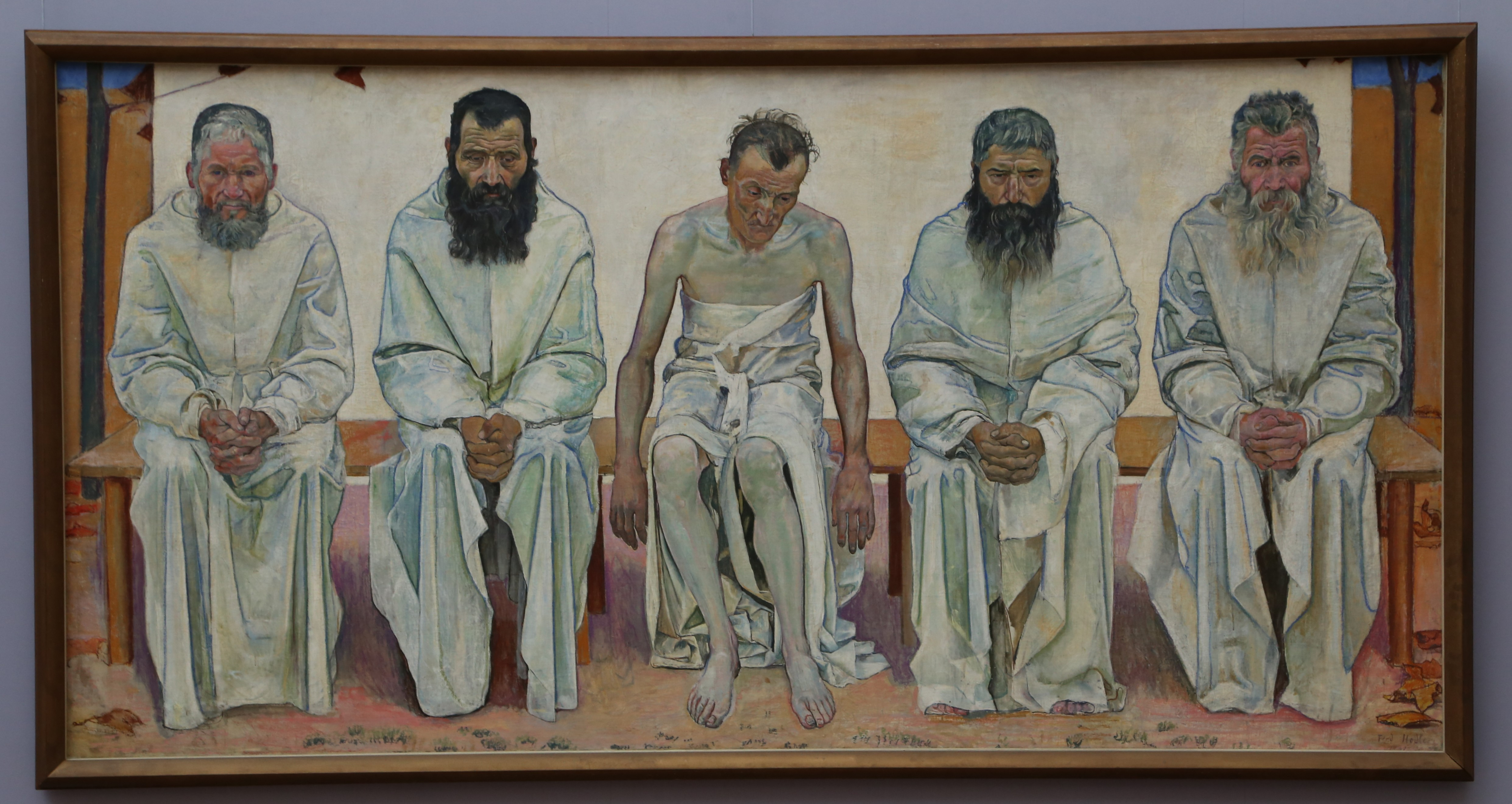
Les désespérés de la Vie (1892) - Munich Neue Pinacothek

- Landschaft im Tessin, 1893, huile sur toile, 41 × 32,8 cm, Lugano, Museo Cantonale d'Arte[26]
- L'Élu (1893-1894), huile et tempera sur toile, 219 × 296 cm, Berne, Kunstmuseum.
- Hallebardier (1895), 327 × 108,3 cm, musée des beaux-arts de Montréal
- Le Rêve du berger (1896), huile sur toile, Metropolitan Museum of Arts, New York
- Guerrier de Marignan (vers 1896), huile et tempera sur toile, Musée des beaux-arts de La Chaux-de-Fonds
- La Retraite de Marignan (1897-1900), fresque, Zurich, Musée national suisse
- L’Adoration II (1894), huile sur toile, 80 × 101 cm, Lugano, Museo Cantonale d'Arte[27]
- Guillaume Tell (1897), huile sur toile, 256 × 199 cm, Solothurn, Kunstmuseum.
- Le Rêve (1897-1903), aquarelle et huile sur panneau, 99 × 70 cm, Zurich, collection particulière.
- Le Jour I (1899), huile sur toile, 160 × 340 cm, Berne, Kunstmuseum
- Le Sentiment (1901-02), huile sur toile, 120 × 172 cm, Collection Thomas Schmidheiny.
- L'Émotion II (1901-02), huile sur toile, 193 × 280,5 cm, Collection privée
- La Vérité II (1903), huile sur toile, 208 × 294,5 cm, Zurich, Kunsthaus
- Jeune Homme admiré par les femmes (1903), Zurich, Kunstmuseum
- La Source (1904-1910), huile sur toile, 130 × 100 cm, Collection Thomas Schmidheiny.
- Calme de soir (1904-1905), huile sur toile, Winterthour, Kunstmuseum
- Paysage au-dessus du lac de Genève (1906), 59,8 × 84,5 cm, Munich, Nouvelle Pinacothèque
- Chant lointain (1906), huile sur toile, 140 × 120 cm, Saint-Gall, Kunstmuseum
- L’Heure Sacrée (1907), Kunsthaus de Zurich
- L'Eiger, le Mönch et la Jungfrau au-dessus de la mer de brouillard (1908), huile sur toile, 67,5 × 91,5 cm, Vevey, Musée Jenisch
- Étudiant à Iéna (1908), Munich, Nouvelle Pinacothèque
- Départ des étudiants d’Iéna pour la guerre de libération contre Napoléon en 1813 (1908-1909), huile sur toile, Université d'Iéna, aula de l’université.
- La Pointe d'Andey vue de Bonneville [Haute Savoie] (1909), huile sur toile, 67 × 90 cm, Paris, Musée d'Orsay
- Le Bûcheron (1910), huile sur toile, 130 × 100,5 cm, Paris, Musée d'Orsay
- Femme en marche (vers 1910), huile sur toile, 112,5 × 50,5 cm, Collection Thomas Schmidheiny.
- Heure sacrée (1911), huile sur toile, 187 × 230 cm, Winterthour, Fondation pour l'art, la culture et l'histoire.
- Autoportrait avec les yeux ouverts III (1912), huile sur toile, Winterthour, Kunstmuseum
- Le Grand Muveran (1912), huile sur toile, 65 × 88,5 cm, Winterthour, Kunstmuseum
- L'Unanimité (1913), fresque, Hanovre, salle des assemblées de l'Hôtel de Ville.
- Wetterhorn (1913), huile sur toile, 65 × 88,5 cm, Winterthour, Kunstmuseum
- Valentine Godé-Darel malade (1914), huile et gouache sur toile, 47 × 40 cm, Paris, Musée d'Orsay[28]
- Valentine Godé-Darel mourante (1915), huile et gouache sur papier, 39,7 × 23,3 cm, Collection particulière
- Valentine Godé-Darel sur son lit de mort (1915), huile sur toile, 65 × 81 cm, Bâle, Kunstmuseum
- Autoportrait, souriant (1916), huile sur toile, Winterthour, Kunstmuseum
- Cascade à Champéry (1916), huile sur toile, 82,5 × 98 cm, Winterthour, Kunstmuseum
- Regards dans l'infini (1916), huile sur toile, 138 × 246 cm, Winterthour, Kunstmuseum
- Le Lac Léman avec le Mont Blanc, l’après-midi (1918), huile sur toile, 74 × 150 cm, Collection privée, Suisse.

## Filmographie
- Jura Brüschweiler et Herbert E. Meyer, Valentine : un peintre devant l'amour et la mort, musique de Rolf Liebermann, commentaire dit par Michael Lonsdale, Zurich, Condordocumentaries, [1982], documentaire, 55 min.
- Ferdinand Hodler. Le cœur est mon œil, Heinz Bütler, Suisse, 2004, documentaire, 74 min.

## Expositions
- Ferdinand Hodler im Kunsthaus Zürich, Zurich, Kunsthaus, du 14 juin au 5 août 1917.
- F. Hodler. Exposition commémorative à l'occasion du XXe anniversaire de sa mort, Genève, Galerie Moos, du 19 mai au 19 juin 1938.
- Genève, Musée Rath, Musée de l'Athénée, 1957 (Cent ans de peinture genevoise : à l'occasion du centenaire de la Société des amis des beaux-arts)[29]
- Ein Maler vor Liebe und Tod: Ferdinand Hodler und Valentine Godé-Darel. Ein Werkzyklus 1908-1915, Zurich, Kunsthaus, du 9 avril au 23 mai 1976 ; Saint-Gall, Historisches Museum, du 5 juin au 11 juillet 1976 ; Munich, Museum Villa Stuck, du 23 juillet au 10 octobre 1976 et Berne, Kunstmuseum, du 23 octobre 1976 au 2 janvier 1977.
- Ferdinand Hodler: Selbstbildnisse als Selbstbiographie, Bâle, Kunstmuseum, du 17 juin au 16 septembre 1979.
- Der frühe Hodler: das Werk 1870-1890, Pfäffikon, Seedamm-Kulturzentrum, du 11 avril au 14 juin 1981.
- Ferdinand Hodler et Fribourg, Fribourg, Musée d'art et d'histoire, du 11 juin au 20 septembre 1981.
- Ferdinand Hodler (1853-1918), Berlin, Neue Nationalgalerie et Staatliche Museen Preussischer Kulturbesitz, du 2 mars au 24 avril 1983 ; Paris, Musée du Petit Palais, du 11 mai au 24 juillet 1983 ; Zurich, Kunsthaus, du 19 août au 23 octobre 1983.
- Ferdinand Hodler. Landschaften, Los Angeles, Wight Art Gallery, University of California, du 7 avril au 24 mai 1987 ; Chicago, The Art Institute, du 27 juin au 30 août 1987 ; New York, National Academy of Design, du 17 septembre au 15 novembre 1987.
- Ferdinand Hodler. Vom Frühwerk bis zur Jahrhundertwende. Zeichnungen aus der Graphischen Sammlung des Kunsthauses Zürich, Zurich, Kunsthaus, du 9 novembre 1990 au 3 février 1991 ; Hanovre, Landesgalerie im Niedersächsischen Landesmuseum, du 22 mars au 5 mai 1991.
- Hodler peintre de l'histoire suisse, Martigny, Fondation Pierre Gianadda, du 13 juin au 20 octobre 1991.
- Ferdinand Hodler. Fotoalbum, Zurich, Kunsthaus, du 27 février au 24 mai 1998.
- Ferdinand Hodler. Die Zeichnungen im Kunstmuseum Bern, Berne, Kunstmuseum, du 3 décembre 1999 au 13 février 2000.
- Ferdinand Hodler. Le paysage, Genève, Musée Rath, du 4 septembre 2003 au 1er février 2004.
- Ferdinand Hodler et Genève. Collection du Musée d'art et d'histoire, Genève, Musée Rath, du 22 mars au 21 août 2005.
- Ferdinand Hodler 1853-1918, Paris, Musée d'Orsay, du 13 novembre 2007 au 3 février 2008.
- Ferdinand Hodler. Eine symbolistische Vision, Berne, Kunstmuseum, du 9 avril au 10 août 2008; Budapest, Szépművészeti Múzeum, du 7 septembre au 14 décembre 2008.
- Ferdinand Hodler. La collection Rudolf Schindler, Vevey, Musée Jenisch, du 25 juin au 4 octobre 2015.
- Ferdinand Hodler. Maler der frühen Moderne, Bonn, Bundeskunsthalle, du 8 septembre 2017 au 28 janvier 2018.
- Ferdinand Hodler. Wahlverwandtschaften von Klimt bis Schiele, Vienne, Leopold Museum, du 13 octobre 2017 au 22 janvier 2018.
- Hodler et le Léman, Musée d'art de Pully, du 15 mars au 3 juin 2018.
- Hodler//Parallélisme, Genève, Musée Rath, du 20 avril au 19 août 2018 et Berne, Kunstmuseum, du 14 septembre 2018 au 13 janvier 2019.
- Ferdinand Hodler : documents inédits. Fleurons des Archives Jura Brüschweiler, Cologny/GE, Fondation Martin Bodmer, du 3 octobre 2018 au 28 avril 2019. Commissariat et scénographie de Niklaus Manuel Güdel[30].
- Courbet/Hodler. Une rencontre, Ornans, Musée Gustave Courbet, du 31 octobre 2019 au 6 janvier 2020. Commissariat de Diana Blome et Niklaus Manuel Güdel.
- Modernités suisses, 1890-1914, du 1er mars au 27 juin 2021 au Musée d'Orsay, Paris.
- Ferdinand Hodler und die Berliner Moderne, du 10 septembre 2021 au 17 janvier 2022 à la Galerie berlinoise, Landesmuseum für Moderne Kunst, Fotografie und Architektur, Berlin.

Œuvres de Ferdinand Hodler
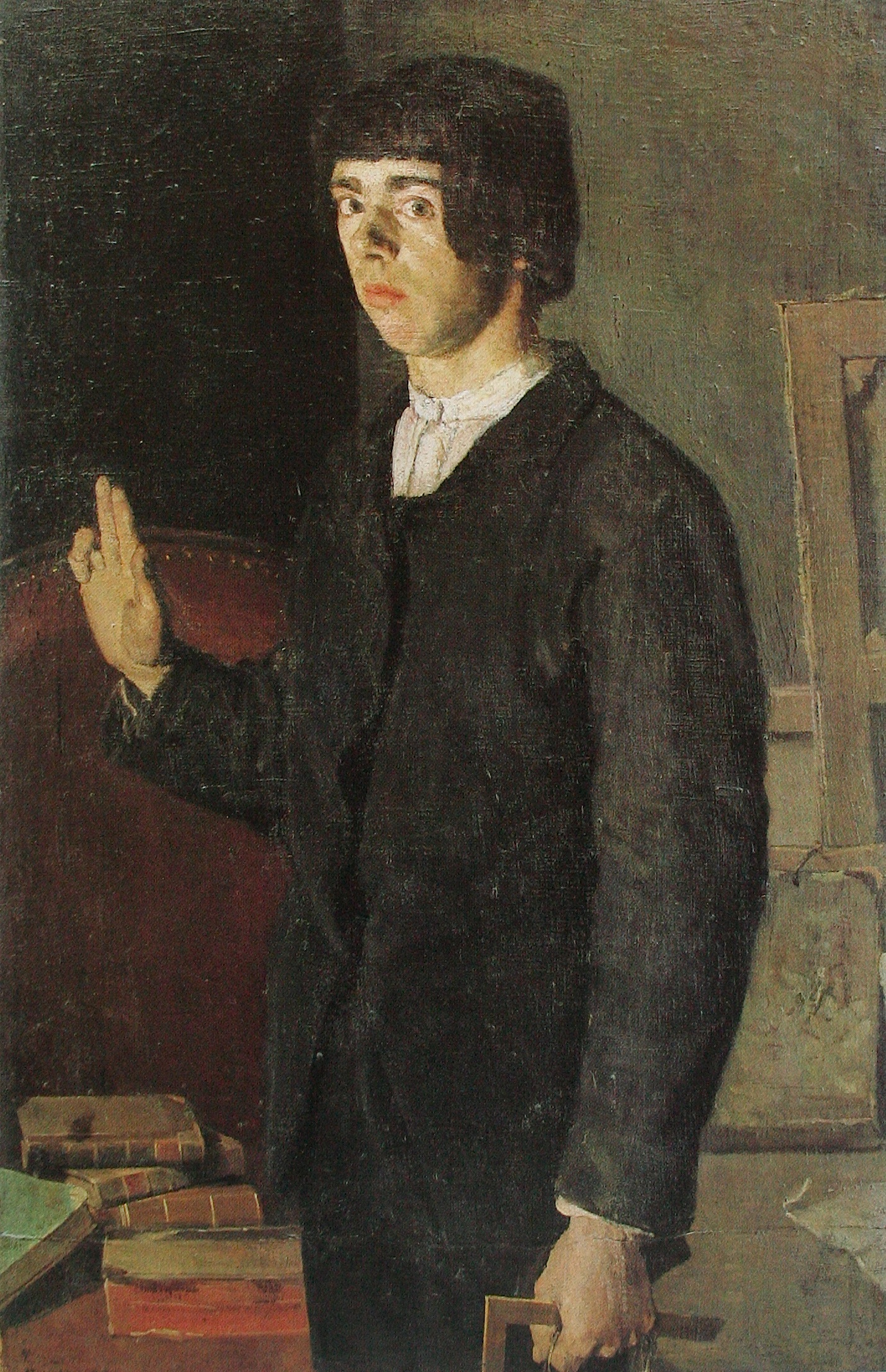
L'Étudiant. Autoportrait (1874), Kunsthaus de Zurich.
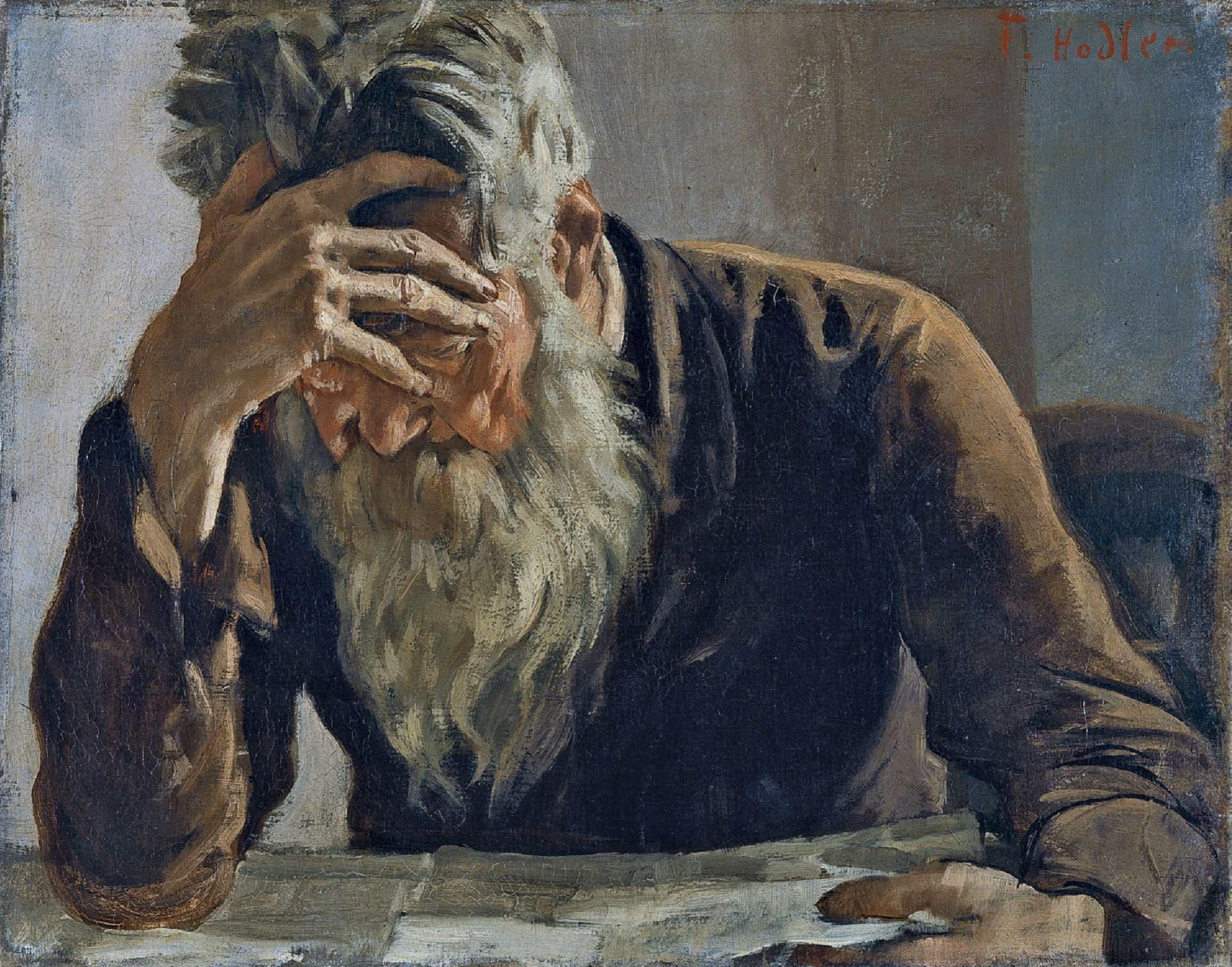
Le Lecteur (vers 1885), Madrid, musée Thyssen-Bornemisza.
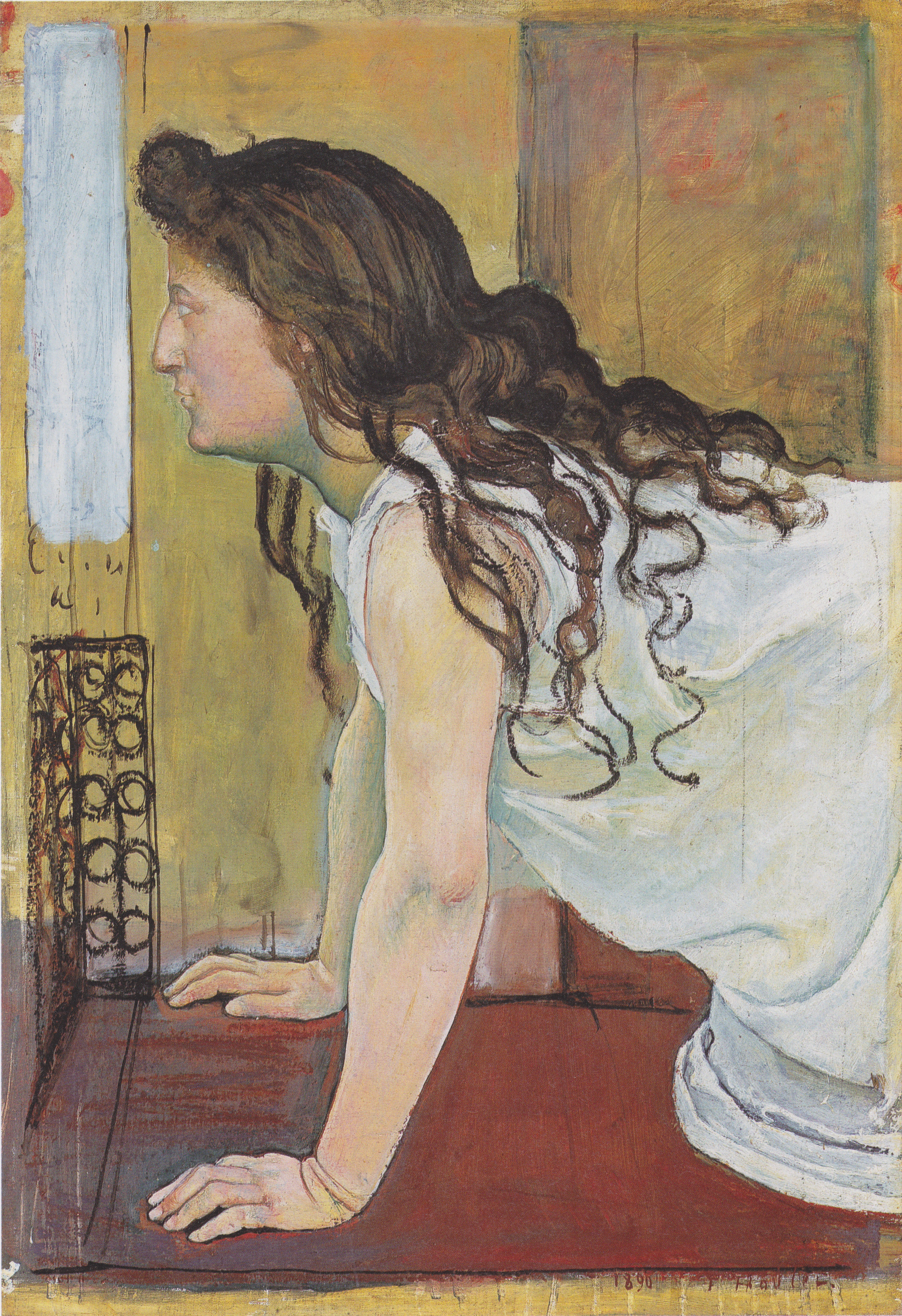
Fille à la fenêtre (1890), Neuss, Clemens-Sels.
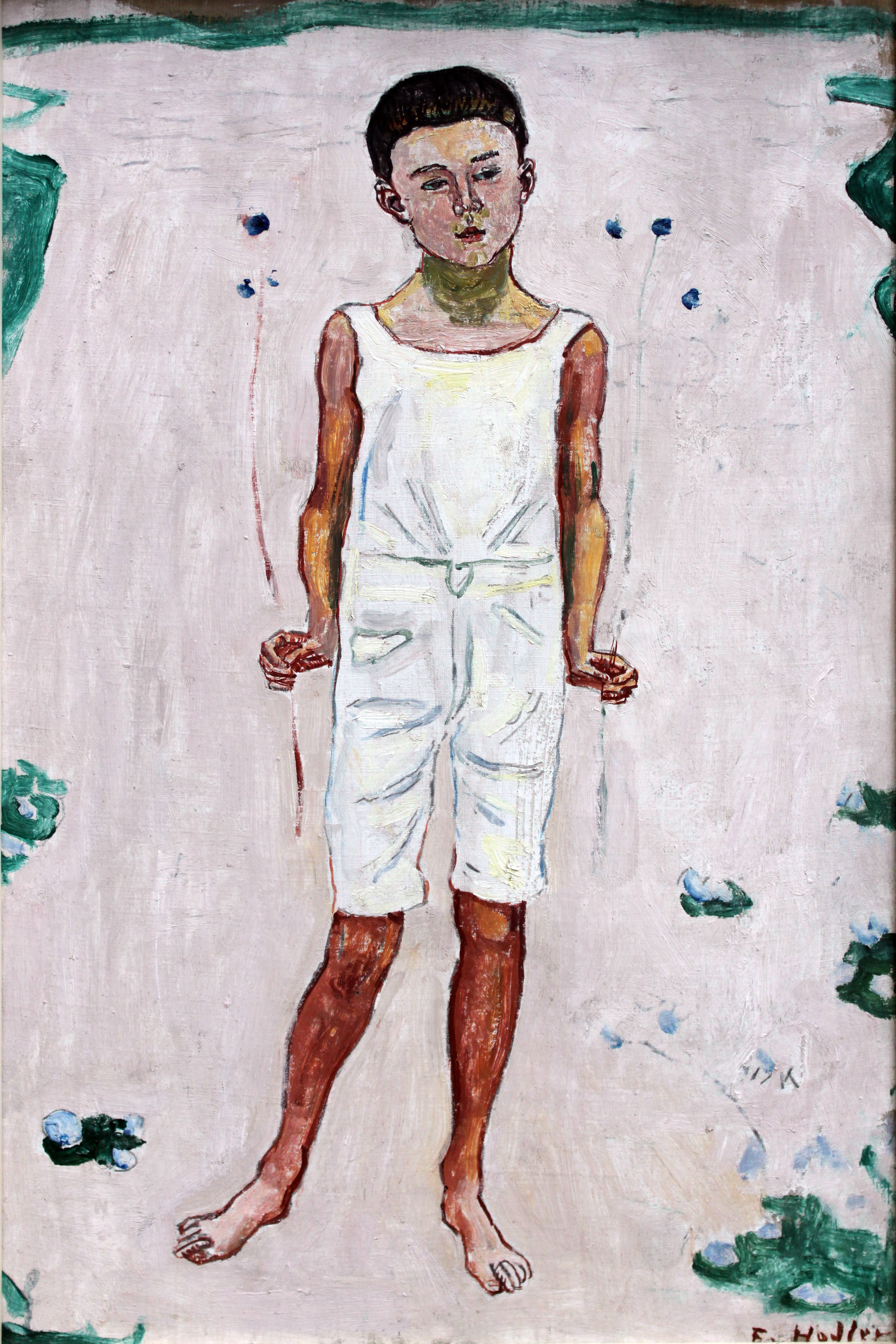
Enfance (1893), Francfort-sur-le-Main, musée Städel.
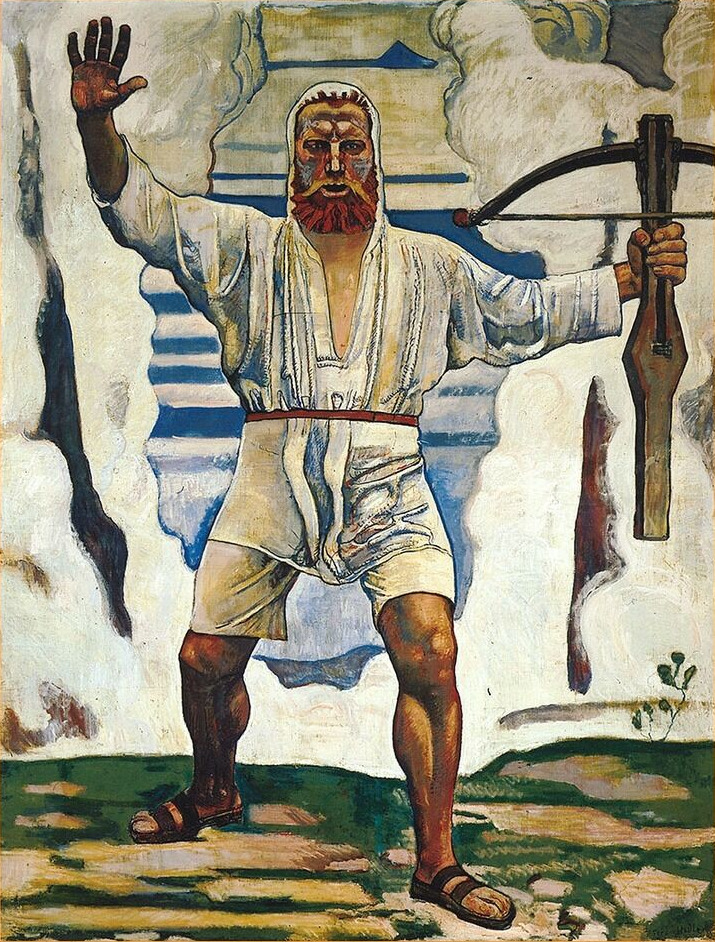
Guillaume Tell (1897), musée d'Art de Soleure.
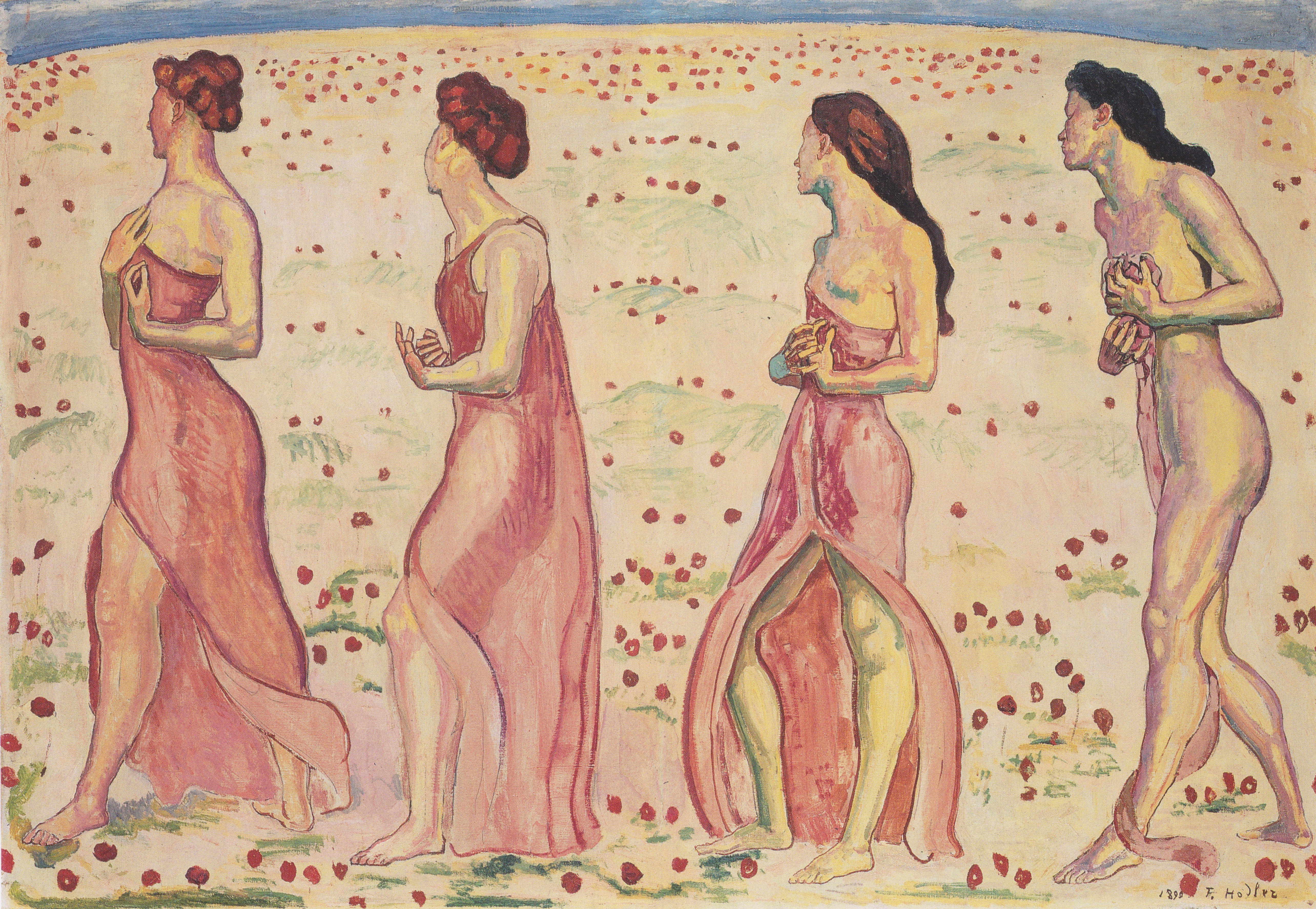
Le Sentiment (1901), collection particulière.
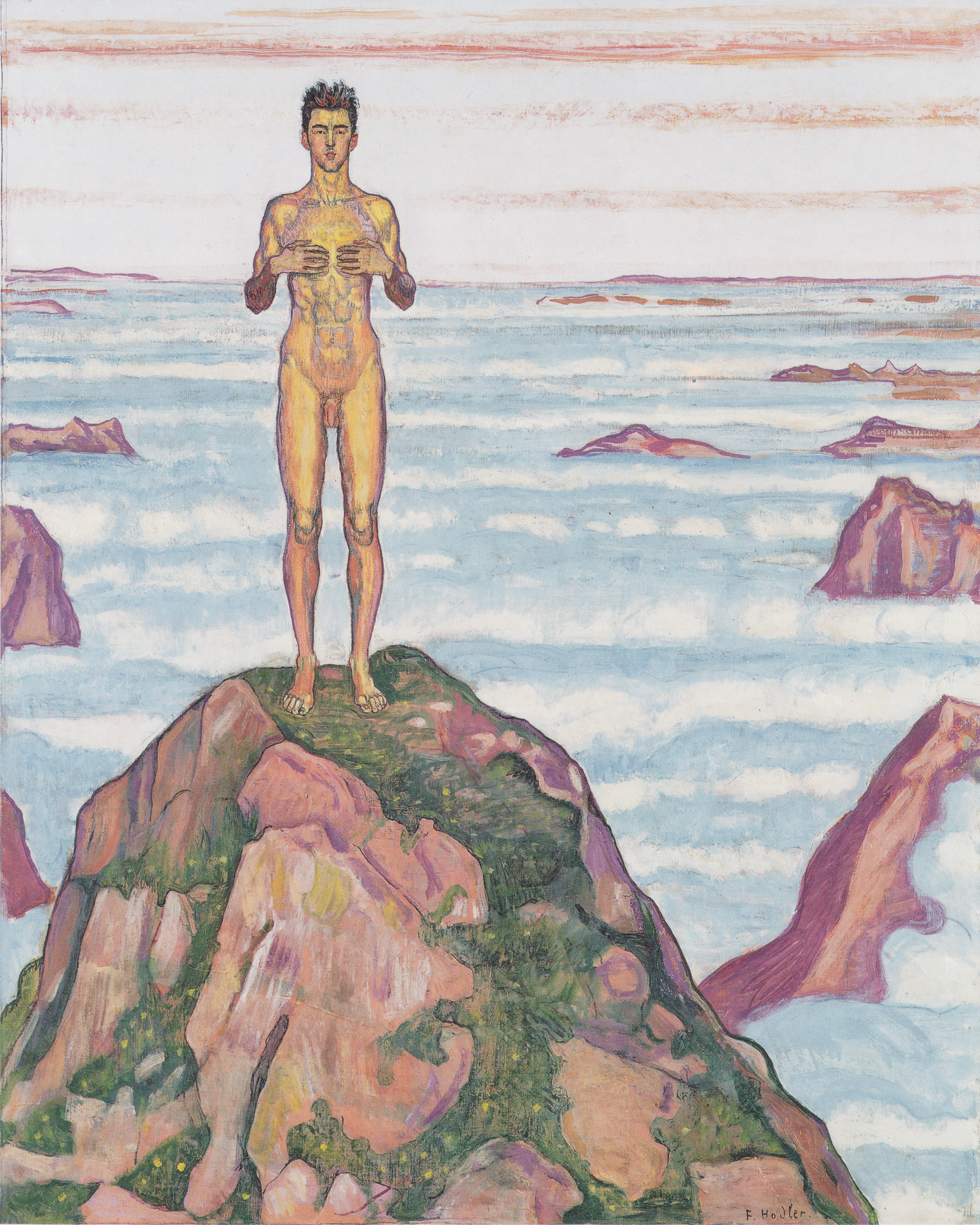
Vue vers l'infini (vers 1903-1906), Musée cantonal des beaux-arts de Lausanne.
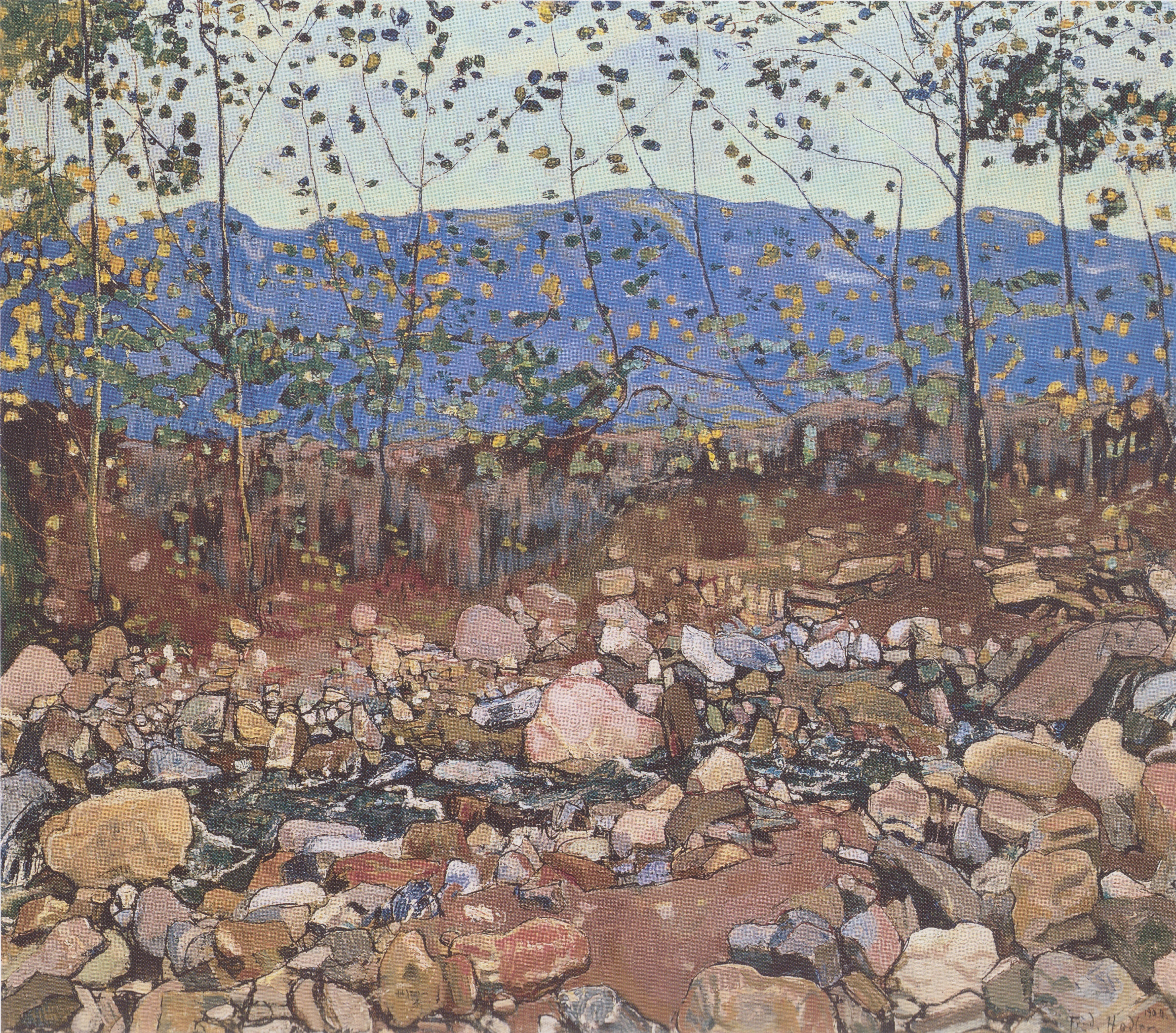
Ruisseau dans la forêt de Leissingen (1904), Kunsthaus de Zurich.
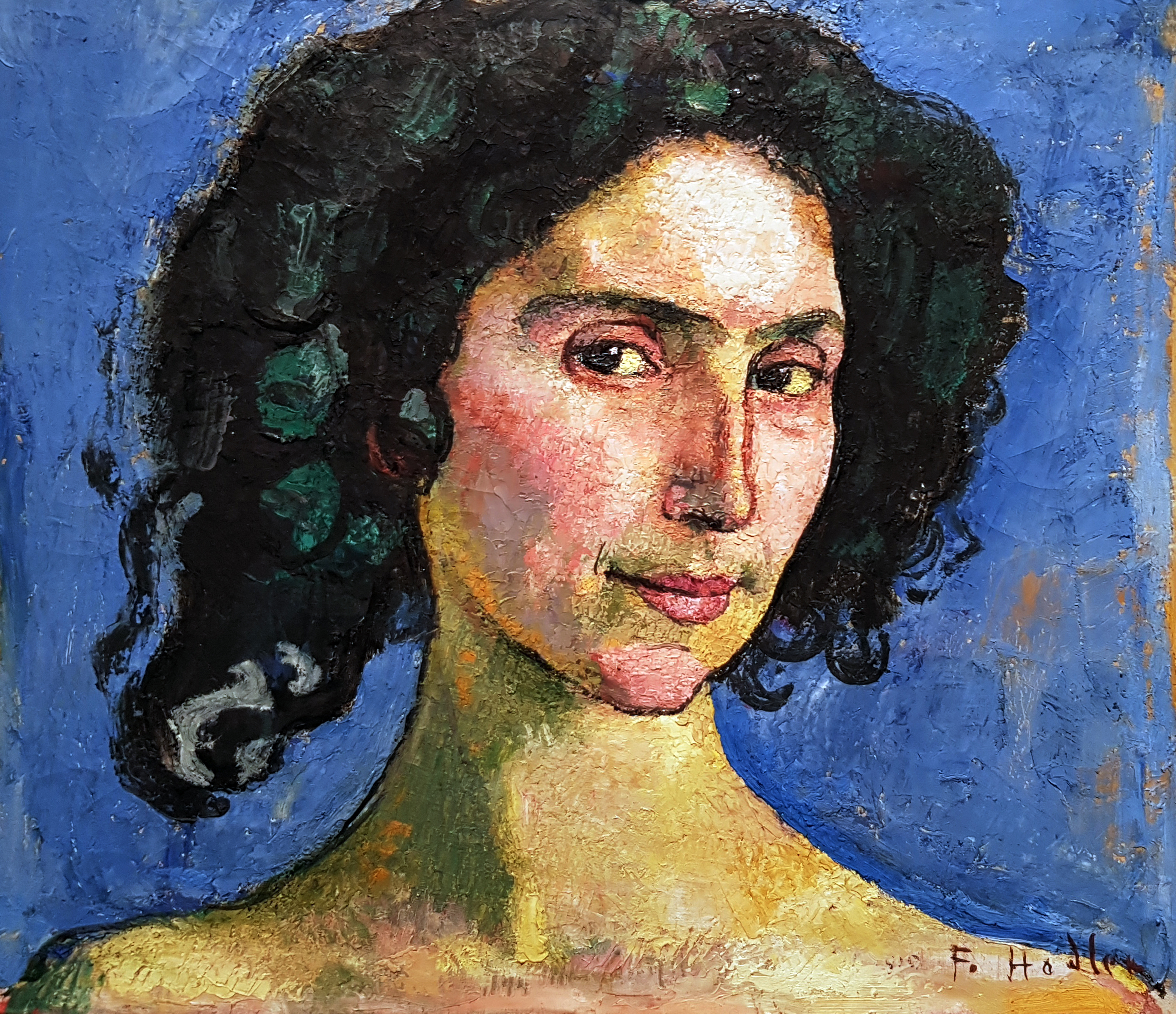
Portrait de la danseuse Giulia Leonardi (1910), Cologne, musée Wallraf Richartz.
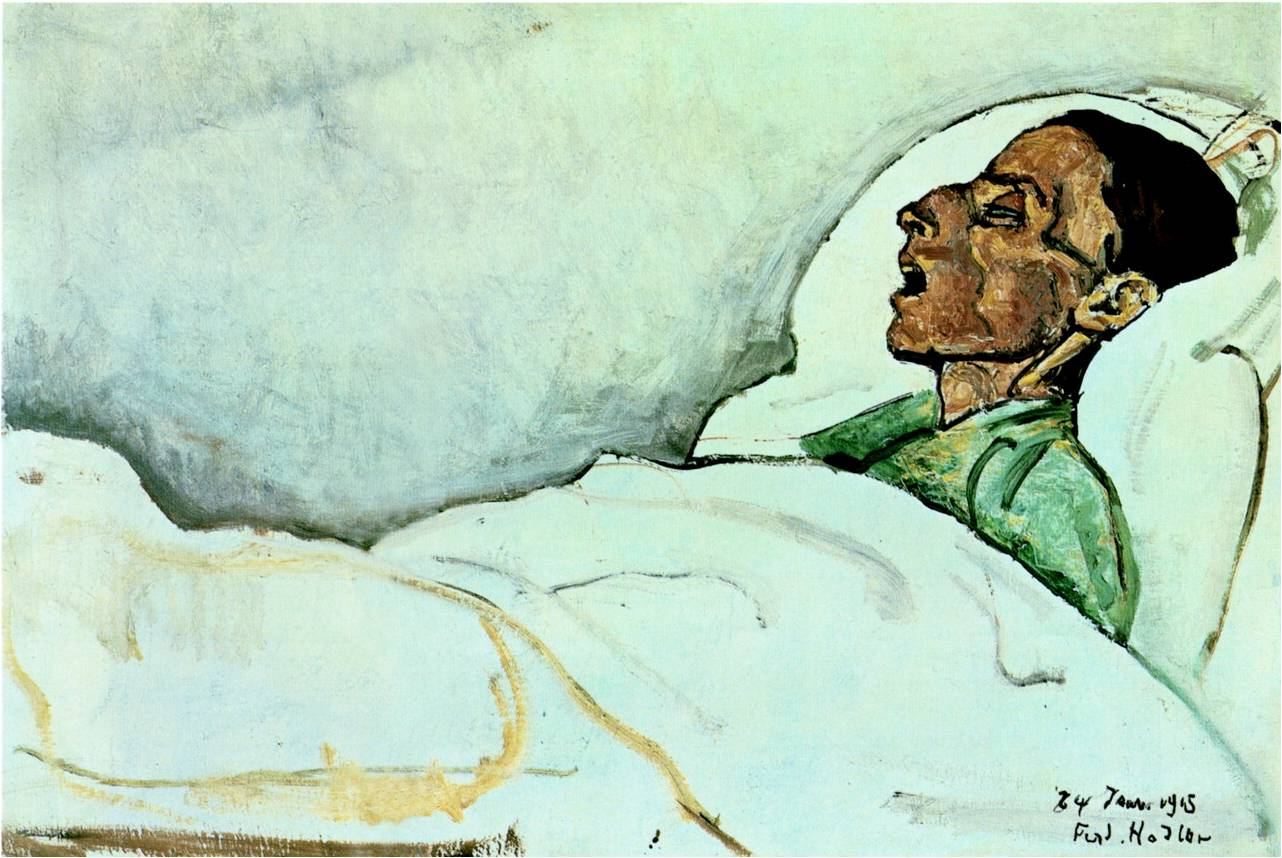
Valentine à l'agonie, 24 janvier 1915 (1915), Bâle, Kunstmuseum.
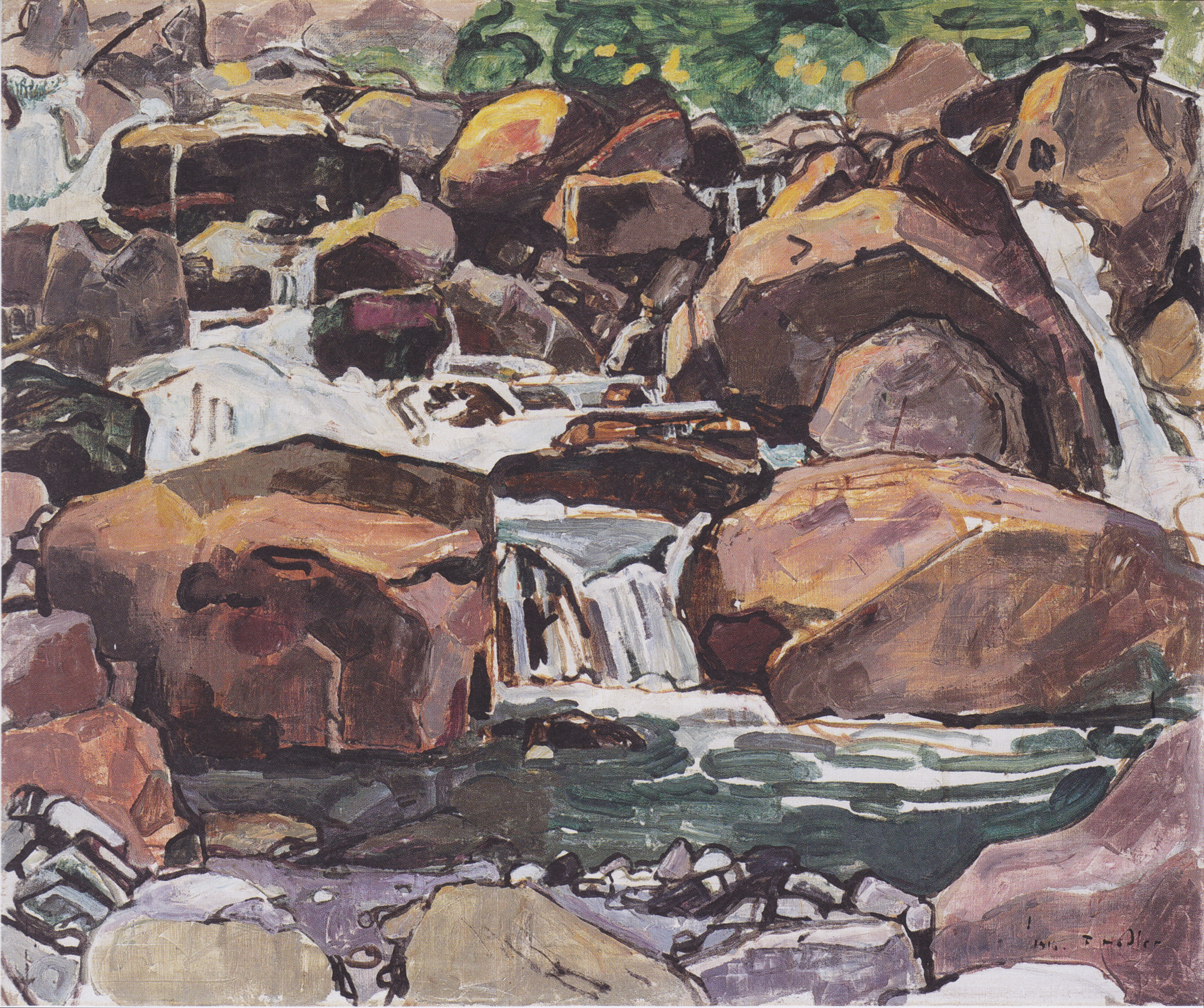
Ruisseau de montagne près de Champéry (1916), musée des Beaux-Arts de Winterthour.
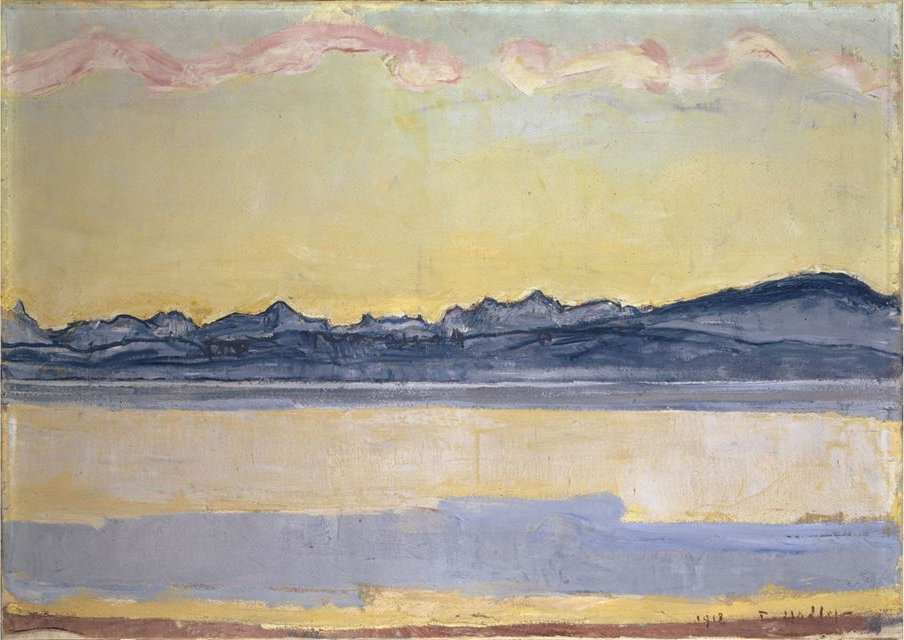
Lac de Genève et chaîne du Mont-Blanc à l'aurore (1918), Bâle, Kunstmuseum.